# Giorgio Napolitano
Giorgio Napolitano (Napulj, 29. lipnja 1925. – Milano, 22. rujna 2023.) bio je talijanski političar i doživotni senator koji je 10. svibnja 2006. izabran za 11. po redu predsjednika Talijanske Republike. Ponovo je izabran 20. travnja 2013., a ostavku je podnio i odstupio 14. siječnja 2015.
Tijekom studija od 1942 do 1943 godine član je Fašističke sveučilišne grupe (GUF - Gruppo universitario fascista, obvezatni oblik organiziranja studenata u fašističkoj eri) na Sveučilištu u Napulju, gdje su se kamuflirali još neki antifašisti, koji nisu ušli u članstvo PNF-a. Od 1944. bio je član Talijanske komunističke partije i njezinih slijednica do izbora za predsjednika Republike. 
Na talijanski „Dan sjećanja” 10. veljače 2006. istaknuo se izjavama u kojima je za stradanja Talijana u istarskim jamama (fojbama) prozvao "slavensku krvoločnu mržnju".[nedostaje izvor]